# Fundybukten
Fundybukten (engelska: Bay of Fundy, franska: Baie de Fundy) är en havsvik mellan de kanadensiska provinserna New Brunswick och Nova Scotia. St. Croix River, som bildar gräns mellan New Brunswick och den amerikanska delstaten Maine, mynnar i vikens yttre del. Viken är känd för sitt höga tidvatten, med en höjdskillnad på ungefär 17 meter. Quoddy River och Indian River är två tidvattenströmmar i Fundybukten.